# Cosimo Ferro
Cosimo Antonio Fabrizio Ferro (* 8. Juni 1962 in Mailand) ist ein ehemaliger italienischer Degenfechter.

## Erfolge
Cosimo Ferro nahm an den Olympischen Spielen 1984 in Los Angeles teil, bei denen er im Mannschaftswettbewerb antrat. Er kam dabei in der ersten Runde gegen Ägypten und Argentinien zum Einsatz. Die italienische Equipe, zu der außerdem Stefano Bellone, Sandro Cuomo, Roberto Manzi und Angelo Mazzoni gehörten, erreichte in der Folge das Halbfinale, in dem sie Frankreich mit 4:9 unterlag. Das Gefecht um Rang drei entschieden die Italiener anschließend mit 8:2 gegen Kanada für sich und gewannen somit die Bronzemedaille.